# Денисовка (Кемеровская область)
Дени́совка — деревня в Промышленновском районе Кемеровской области. Входит в состав Падунского сельского поселения.

## География
Центральная часть населённого пункта расположена на высоте 206 м над уровнем моря.

## Население
| 2010 |
| ---- |
| 134  |

### Половой состав
По данным Всероссийской переписи населения 2010 года, в деревне Денисовка проживало 134 человека (70 мужчин, 64 женщины).

## Известные уроженцы
- Чухреев, Николай Максимович (1924—1990) — советский военнослужащий, сержант, Герой Советского Союза.